# Abraham Gombiner
Abraham Abel Gombiner, Awraham Abele Halewi z Gąbina, Magen Awraham, Abraham Kalisch (ur. 1634 w Gąbinie, zm. 1682 w Kaliszu) – żydowski filozof, cadyk, asystent rabina kaliskiego, dajan, autor komentarzy do Szulchan Aruch.

## Życiorys
Abraham Abel Gombiner był synem rebe Chaima Gombinera z rodu Lewitów. Po śmierci rodziców opuścił Gąbin i udał się do Wilna, gdzie pobierał nauki u Jakuba Izaaka Gombinera. Po rzezi Wilna dokonanej w 1655 przez kozaków Bohdana Chmielnickiego przybył do Kalisza i tam zamieszkał na stałe.
Gombiner był jednym z najwybitniejszych Talmudystów swoich czasów, co jasno widać w jego komentarzu na Szulchan Aruch – Orach Chajim, zatytułowanym „Magen Awraham", który napisał, mając lat trzydzieści. Tekst został wydany drukiem w 1692 roku. Praca ta miała ogromny wpływ na praktyki religijne wyznawców judaizmu. Wśród Żydów aszkenazyjskich czasy modlitw ustala się według jego opracowania. Oprócz komentarzy napisał także książkę „Zajit Raanan" (Drzewo Zielonej Oliwki) wydane w Dessau w 1704 roku, zawierającą kabalistyczne rozważania, do których dołączył część swojego komentarza do Tory. „Szemen Sason" (Olej Radości/Przyjemności), a także komentarz na „Szulchan Aruch-Ewen ha ezer", wraz ze specjalnym esejem na temat właściwej wymowy żydowskich imion w oficjalnych dokumentach, a także uwagi do traktatów Zewahim i Menachot. Gombiner pisał także religijną poezję. Jego ostatnim życzeniem było, by jego imię oraz tytuły prac były jedynym epitafium – „Magen Awraham” – pochowano go na starym cmentarzu żydowskim w Kaliszu.